# George en Elizabeth Peckham

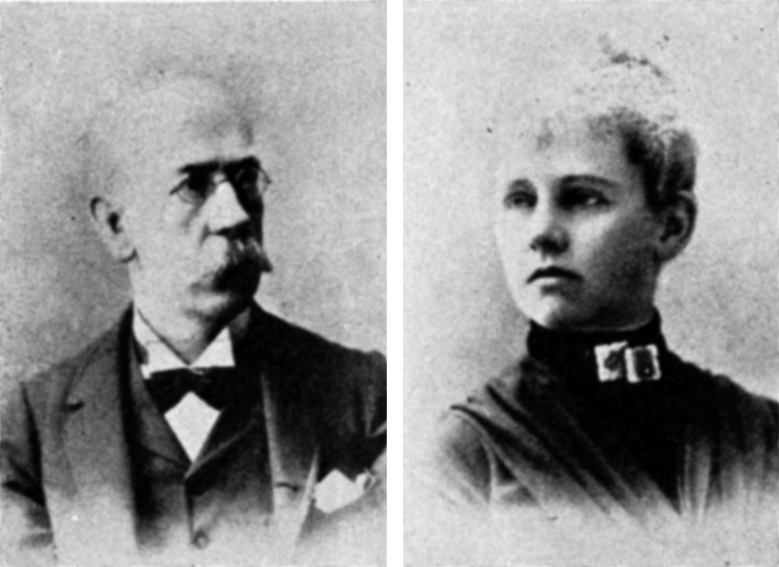
George en Elizabeth Peckham

George Williams Peckham (Albany (New York), 23 maart 1845 – 10 januari 1914) en Elizabeth Maria Gifford Peckham (Milwaukee, 19 december 1854 – 11 februari 1940) waren een echtpaar die vroege Amerikaanse leerkrachten, taxonomen, ethologen, arachnologen en entomologen waren. Ze specialiseerden zich in het gedrag van dieren en in de studie van springspinnen (familie Salticidae) en wespen.
De Peckhams werkten hun hele leven samen als onderzoeker en als onderwijzer. Van 1883 tot 1909 beschreven ze 63 geslachten en 366 soorten. Samen introduceerde ze darwinistische concepten in het voortgezet onderwijs en begonnen onderzoek te doen naar de taxonomie en het gedrag van springspinnen (Salticidae), een grote groep van visueel georiënteerde spinnen. Zij waren een van de eerste taxonomen die de waarde van classificatie benadrukten. In 1889-1890 publiceerde ze Observations on Sexual Selection in Spiders of the Family Attidae, en Additional Observations on Sexual Selection in Spiders of the Family Attidae, with Some Remarks on Mr. Wallace's Theory of Sexual Ornamentation, samen met de eerste studies over seksuele selectie die Darwin's concept ondersteunden tegen Wallace's alternatieve uitleg van baltsgedrag. In 1898 produceerden ze On the Instincts and Habits of the Solitary Wasps, een werk dat als een wetenschappelijke klassieker wordt gezien niet alleen wegens de stijl, maar ook wetenschappelijk. In tegenstelling tot het latere werk van Fabre die de vermeende "perfectie" van insectengedrag prees, identificeerden de Peckhams soorten gedragingen die onderworpen waren aan natuurlijke selectie.

## Biografie
George Peckham werd geboren in Albany (New York). Op achttienjarige leeftijd ging hij het leger in om in de Amerikaanse Burgeroorlog te vechten, waar hij de rang van eerste luitenant verkreeg. Na de oorlog hervatte hij zijn onderzoek en ontving een rechtendiploma aan de Albany Law School in 1867. Na zijn studie werkte George in het advocatenkantoor van James T. Brown van Milwaukee. Omdat hij niet echt geïnteresseerd was in rechten werd hij een student aan het medische faculteit van de Universiteit van Michigan, waar hij zijn M.D. behaalde in 1872. 
In plaats van geneeskunde te sturen, koos hij ervoor om biologie te onderwijzen aan de middelbare school van East Division van Milwaukee, Wisconsin. In 1880 organiseerde hij het eerste Amerikaanse biologische laboratoriumprogramma in een middelbare school. Hij trouwde met een collega, Elizabeth Maria Gifford, een van de eerste afgestudeerden in exacte wetenschappen aan Vassar College. In 1888 werd Peckham directeur van East Division en in 1891 een inspecteur van het Departement van Publieke Instructie van Wisconsin. In die periode was hij ook voorzitter van de Academie der Wetenschappen, Kunsten en Letteren in Wisconsin. In 1897 werd hij de voorzitter van de publieke bibliotheek van Milwaukee waar hij tot zijn pensioen in 1910 dienst deed. Hij stierf op 10 januari 1914 op 68-jarige leeftijd.
Elizabeth Maria Gifford (later Peckham) werd geboren in Milwaukee in 1854. Ze studeerde af aan Vassar College in 1876. Ze was actief in een beweging die streed voor het stemrecht voor vrouwen, zowel op staats- als op nationaal niveau, en getuigde herhaaldelijk voor wetgevende commissies. Ze deed dienst als een van de eerste bibliothecaressen in de stad Milwaukee. Elizabeth Peckham stierf door longontsteking op 11 februari 1940 op 85-jarige leeftijd.

## Eerbetoon
Talrijke taxa zijn naar hen zijn vernoemd. Ook het Peckham Society is naar hen vernoemd. De doelstelling van dit genootschap is onderzoek naar Salticidae; hun in 1977 opgerichte wetenschappelijke tijdschrift heet Peckhamia.
In 1929 werd een nieuwe middelbare school geopend in Milwaukee die de Peckham Junior High School werd genoemd. De naam werd in het begin van de jaren 1970 veranderd om Jackie Robinson te eren. De school werd gesloten in 2005 en omgezet naar appartementen in 2011-2012 met hulp van belastinggeld om historisch gebouwen te bewaren.

#### Taxa die vernoemd zijn naar de Peckhams
Het geslacht Peckhamia van de Salticidae is naar hen genoemd, samen met ten minste 20 soorten en één ondersoort:
- Cicurina peckhami (Simon, 1898)
- Acragas peckhami (Chickering, 1946)
- Bellota peckhami Galiano, 1978
- Chapoda peckhami Banks, 1929
- Compsodecta peckhami Bryant, 1943
- Corythalia peckhami Petrunkevitch, 1914
- Goleta peckhami Simon, 1900
- Habrocestum peckhami Rainbow, 1899
- Habronattus peckhami (Banks, 1921)
- Hasarius peckhami Petrunkevitch, 1914
- Heliophanus peckhami Simon, 1902
- Hyllus brevitarsis peckhamorum Berland & Millot, 1941
- Myrmarachne peckhami Roewer, 1951
- Pachomius peckhamorum Galiano, 1994
- Pelegrina peckhamorum (Kaston, 1973)
- Pensacola peckhami Bryant, 1943
- Salticus peckhamae (Cockerell, 1897)
- Telamonia peckhami Thorell, 1891
- Thiodina peckhami (Bryant, 1940)
- Uroballus peckhami Zabka, 1985
- Viciria peckhamorum Lessert, 1927